# ویلیام بونه
ویلیام بونه (فرانسوی: William Bonnet‎؛ زادهٔ ۲۵ ژوئن ۱۹۸۲) دوچرخه‌سوار اهل فرانسه است.
از باشگاه‌هایی که در آن رکاب زده‌است می‌توان به تیم دوچرخه‌سواری اف‌دی‌جی، سن میشل–اوبر۹۳، تیم دوچرخه‌سواری کردیت اگریکول، و تیم دوچرخه‌سواری دیرکت انرژی اشاره کرد.